# Pont Vell (Pont de Molins)
El Pont Vell de Pont de Molins (Alt Empordà), sobre el riu Muga, és una obra històrica que va donar nom al municipi, unint el Poble Nou i l'antic nucli de Molins. Està protegit com a bé cultural d'interès local.

## Descripció
Està situat al centre del poble, sobre el riu Muga. Conserva part de la seva estructura de tres arcades amb volta de canó, fet amb carreus ben escairats, del segle xviii. Els pilars del pont tenen tallamar, per d'aquesta manera distribuir l'aigua cap als costats i evitar que impacti de forma contundent sobre el pilar.

## Història
Històricament, el terme estava format pel nucli antic de Molins o Molins de Dalt. Al segle xviii, es va crear un nou nucli a l'altra banda del riu, el Poble Nou. La construcció del pont va donar nom al nou municipi, Pont de Molins, englobant els nuclis antic i nou, a més dels masos i molins dispersos.
Pel damunt hi passa el que havia estat l'antiga carretera de França. El traçat de la carretera es desplaçà a llevant uns 200 m i es construí un pont nou. Avui constitueix un enllaç entre els dos nuclis de Pont de Molins, a banda i banda del Muga.